# Федорино (Ярославский район)
Федорино — деревня в Ярославском районе Ярославской области. Входит в состав Заволжского сельского поселения.

## География
Находится в восточной части Ярославской области на расстоянии приблизительно 7 км на восток-северо-восток по прямой от станции Филино.

## История
В 1859 году здесь (деревня Ярославского уезда Ярославской губернии) было учтено 14 дворов.

## Население
Численность населения: 79 человек (1859 год), 13 (русские 100 %) в 2002 году, 12 в 2010.